# Claughton (Merseyside)
Claughton – wieś w Anglii, w hrabstwie ceremonialnym Merseyside, w dystrykcie metropolitalnym Wirral. Leży 5 km na zachód od centrum Liverpool i 289 km na północny zachód od Londynu. W 2001 miejscowość liczyła 13 723 mieszkańców.